# ネオ・プログレッシブ・ロック

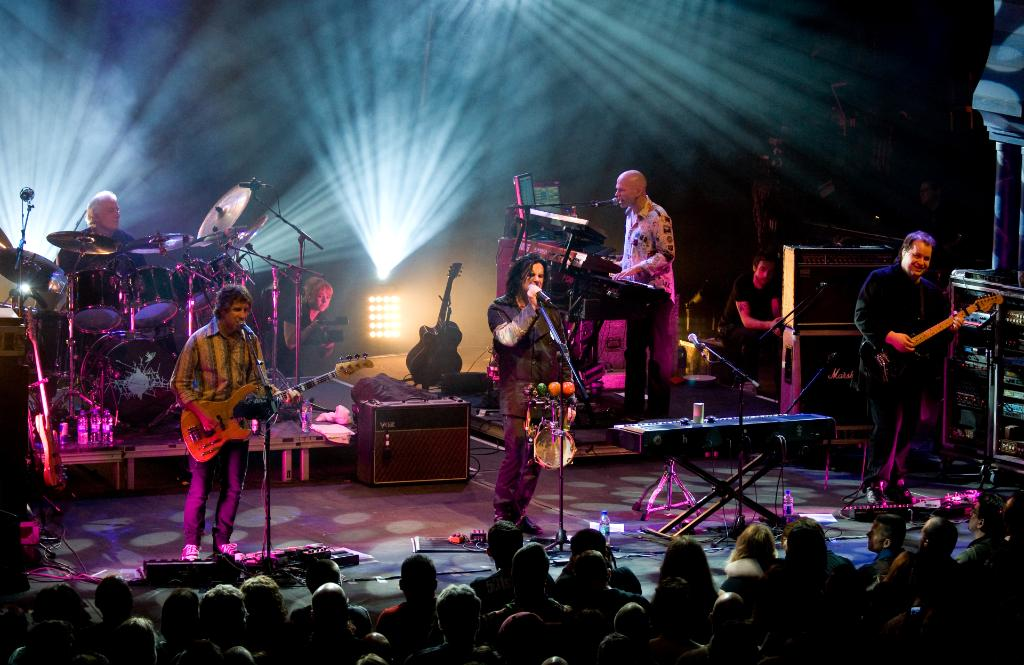
カナダのモントリオールで開催された2009年の週末のフェスティバルで、マリリオンがステージに立った

ネオ・プログレッシブ・ロック（Neo-progressive rock、neo-progとしても知られる）は、1980年代初期にイギリスで開発されたプログレッシブ・ロックのサブジャンルである。このジャンルで最も人気のあるマリリオンは、10年でメジャーな成功を収めた。このジャンルのいくつかのバンドは、レコーディングとツアーを続けている。

## 特性
ネオ・プログレッシブ・ロック（または単に「neo-prog」）は、多くの場合、深く感情に訴えかける内容と、ドラマチックな歌詞、舞台上での画像と演劇の大幅な導入によって特徴づけられている。音楽はほとんどが入念な作曲の産物であり、即興によるジャムなどにはあまり依存していない。このサブジャンルは、キーボードと組み合わせた、クリーンでメロディックで感情的なエレクトリックギター・ソロに大きく依存している。ネオ・プログレッシブ・ロックというジャンルに対する主な音楽的影響は、初期のジェネシス、キャメルなどのプログレッシブ・ロックの最初の波となったバンド、また、もっと少ない範囲ではヴァン・ダー・グラフ・ジェネレーターやピンク・フロイドからのものである。ファンク、ハードロック、パンク・ロックも、このジャンルに影響を与えた。

## 略歴
書籍『The Progressive Rock Files』にて著者のジェリー・ラッキーは、「A Neo Beginning！」というタイトルでネオ・プログレッシブ・ロックの章を捧げており、このサブジャンルがプログレッシブ・ロックのなかでも「1981年後半に浮上したことで、この音楽形式の永続的な価値を証明する」ものとして扱っているが、「サウンドは少し違っていた…もう少し噛みつくようで、もう少し1980年代的であった」と述べ、メイン・ジャンルと区別している。同じ本の後半で、ジェリー・ラッキーは、1980年代半ばにこのプログレッシブ・ロックのサブジャンルがピークに達したことを示唆した。1984年のこのサブジャンルの夜明けには、イギリスのネオ・プログレッシブ・ロック・バンドがすべて楽曲をリリースした。有名なネオ・プログレッシブ・ロックのアルバムには、マリリオンのセカンド『破滅の形容詞』、パラスの『ザ・センティネル』、ペンドラゴンの『Fly High Fall Far』、トゥエルフス・ナイトの『Art and Illusion』、ソルスティスの『サイレント・ダンス』、クエーサーの『Fire in the Sky』があった。
このジャンルの先駆者はエニドで、ロックとクラシックを融合させたが、もっと現代的な作曲家よりもレイフ・ヴォーン・ウィリアムズの影響を強く受けていた。この時代のアプローチの変化は、『グレイス・アンダー・プレッシャー』などラッシュのアルバムから、より短い作曲と、キーボードを基調としたサウンドへのシフトによって聞き取ることができる。ネオ・プログレッシブ・ロックのバンドは、グループによる即興ではなく個々のソロを強調し、さらにワールドミュージックの要素を取り入れていった。歌詞はより個人的で難解になっていった。コンセプト・アルバムはまだつくられていたが、それほど頻繁ではなく、小規模に作成された。デジタル・シンセサイザーが、それまでメロトロンやオルガンなどの場所をとるキーボードによって満たされていた役割の多くを引き継ぎ、現代のサウンドは1970年代のプログレッシブ・ロックにおける典型的なフォークの影響を最小限に抑える傾向があった。アイアン・メイデンやクイーンズライクなどのヘヴィメタル・バンドが、これまでプログレッシブ・ロックの領域であった神話のテーマや、拡張したコンセプトを探り始めた。
初期のネオ・プログレッシブ・ロックは、洗練された歌詞と、しばしば暗いテーマによって特徴づけられた。ネオ・プログレッシブ・ロックのメジャーな音楽シーンへのアクセスについては議論の余地があるが、この形式は一般に以前のプログレッシブ・ロックよりも短く複雑でない曲であり、よりラジオ向きに見えた。それにもかかわらず、ネオ・プログレッシブ・ロックは、1970年代のプログレッシブ・ロックの最初の波が成し遂げた、高い人気を得るような成功を決して達成できなかった。そんななかで唯一、マリリオンがアリーナ級のバンドへとたどり着いた。マリリオンは、特にヨーロッパ全域で大きな成功を収め、1983年から1994年にかけてイギリスのトップ10アルバムを8枚も制作した。なかでも全英トップ5シングル2曲を含む、全英アルバムチャートのトップに輝いたアルバム『過ち色の記憶』でその人気はピークに達した。このアルバムは「『ネオ・プログレッシブ・ロック』ムーブメント全体の礎」と呼ばれている。このピークを過ぎると、ネオ・プログレッシブ・ロックはジャンルとして人気が落ちていったが、いくつかのバンドはレコーディングとツアーを続けており、特にマリリオンは大規模なカルトファンを維持している。プログレッシブ・ロックはニュー・プログなどのジャンルで継続されており、オルタナティヴ・ロック・バンドのレディオヘッドによる野心的な作品は、プログレッシブ・ロックへの関心の復活を刺激したと信じられている。

## 参考
- Lucky, Jerry. The Progressive Rock Files. Burlington, Ontario: Collector's Guide Publishing, Inc (1998), 304 pages, ISBN 1-896522-10-6（ペーパーバック）。このジャンルのメジャーおよびアンダーグラウンド・バンドの歴史だけでなく、プログレッシブ・ロックの歴史の概要を説明している。ネオ・プログレッシブ・ロックは「A Neo Beginning」（79ページ）というタイトルのセクションから始まり、本書全体で参照されている。